# SHINee
SHINee (korejsky 샤이니 japonsky  シャイニー) je jihokorejská chlapecká skupina založená v roce 2008. Název skupiny je odvozen od slova shine (lesk). Vydali sedm hudebních alb (Čtyři v Korejštině a tři v Japonštině), pět mini alb a tři live-alba. Získali mnoho ocenění, měli tři turné a měli vlastní reality show. Shinee začali novou módu přezdívanou "Shinee Trend". Proslavili se mini albem Replay v květnu 2008. Nejznámějším albem se stalo Lucifer. Mezi jejich úspěchy patří vyprodání Madison Square Garden v New Yorku. Jsou známí jejich synchronizovanou a složitou choreografií.
Jejich fanclub se jmenuje Shawols (SHINee World). A jejich reprezentační barvou je perleťově modrá.
22. června 2011 přezpívali jejich známou skladbu Replay do Japonštiny a prodali kolem 91,000 kopií. Jejich druhé Japonsky nazpívané album, Boys meet you, bylo zveřejněno 26. června 2013. Následovalo jejich třetí Japonsky nazpívané album, I'm your boy, zveřejněné 24. září 2014.
Současní členové jsou Lee Jin-ki (Onew), Kim Ki-bum (Key), Choi Min-ho (Minho) a Lee Tae-min (Taemin).

## Členové
- Onew(*14. prosince 1989)

Lee Jin-Ki známější pod jménem Onew je jihokorejský zpěvák a herec. Je vedoucí vokálista a leader skupiny SHINee.
- Key(*23. září 1991)

Kim Ki-bum známější pod jménem Key je jihokorejský zpěvák, módní návrhář a herec. Je vokálista a vedoucí rapper skupiny SHINee.
- Minho (*9. prosince 1991)

Choi Min-ho známější pod jménem Minho je jihokorejský zpěvák a herec (Hwarang,..). Je hlavní rapper a tvář skupiny.
- Taemin (*18. července 1993)

Lee Tae-min známěší pod jménem Taemin je jihokorejský zpěvák a herec. Je vokálista, hlavní tanečník a maknae (nejmladší člen).

## Bývalí členové
- Jonghyun (*8. dubna 1990 – ✝18. prosince, 2017)

Kim Jong-hyun známější pod jménem Jonghyun byl jihokorejský zpěvák, spisovatel, skladatel a DJ. Byl hlavní vokálista skupiny SHINee. Zemřel 18.12.2017 na otravu oxidem uhelnatým - sebevražda kvůli dlouholetému boji s depresemi.

## Alba

### Korejština
- The Shinee World (2008)
- Lucifer (2010)

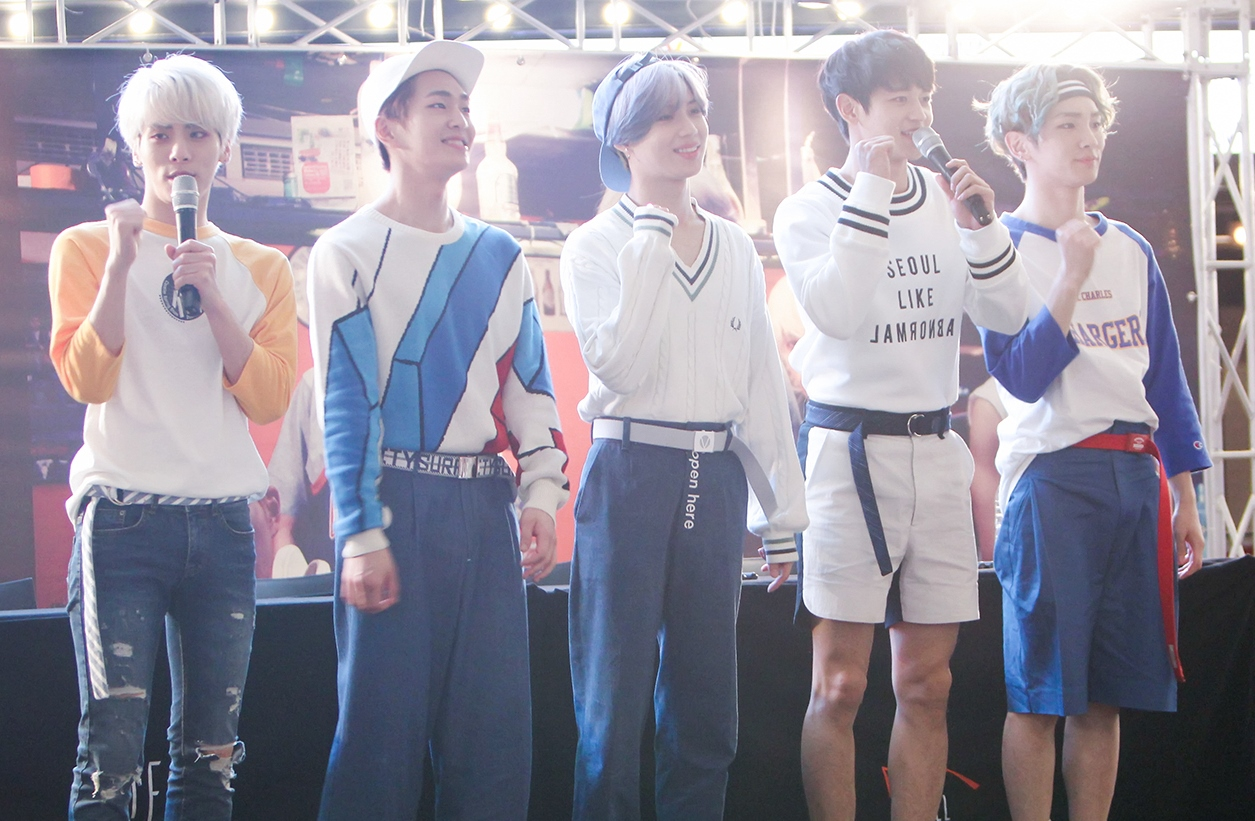
SHINee na fansing v IFC nákupním středisku v Yeouido v květnu 2015

- Chapter 1. Dream Girl – The Misconceptions of You (2013)
- Chapter 2. Why So Serious? – The Misconceptions of Me (2013)
- Odd (2015)

### Japonština
- The First (2011)
- Boys Meet U (2013)
- I'm Your Boy (2014)

## Turné
| Asie                                                | Světové turné                                      | Japonsko                                                                                                   |
| --------------------------------------------------- | -------------------------------------------------- | --- |
| - Shinee World (2010–2011) - Shinee Wirld II (2012) | - Shinee World III (2014) - Shinee World IV (2015) | - Shinee World 2012 (2012) - Shinee World 2013 (2013) - Shinee World 2014 (2014) - Shinee World 2016 (2016 |

### Koncerty
- SM Town Live '08 (2008–2009)

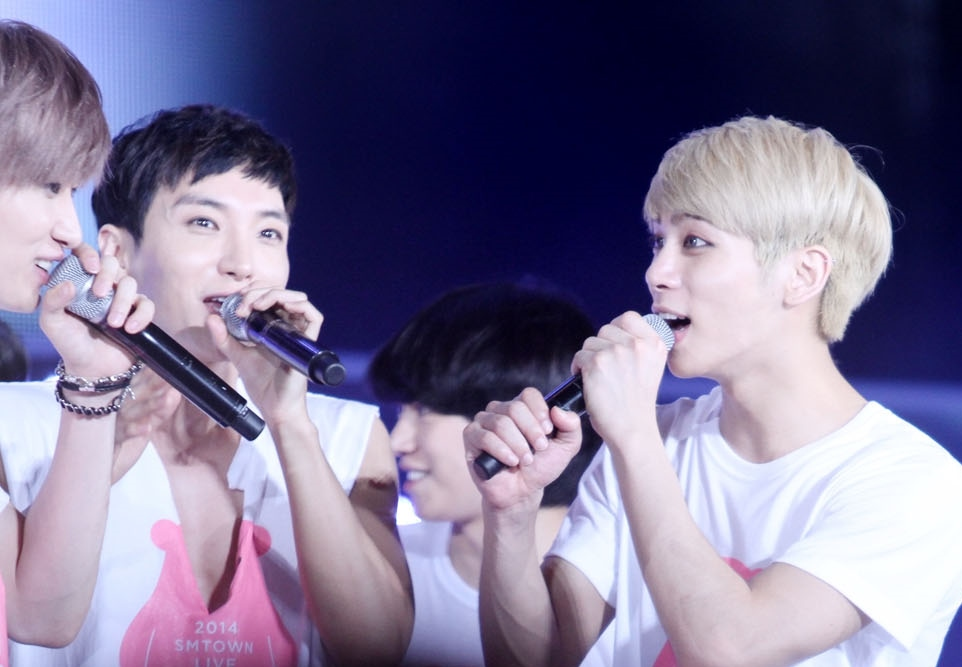
SHINee na živém světovém turné IV (2014–2015)

- SM Town Live '10 World Tour (2010–2011)
- SM Town Live World Tour III (2012–2013)
- SM Town Week - "The Wizard" (2013) [147]
- SM Town Live World Tour IV (2014–2015)

## Filmografie

### Film
- 2012: I AM.
- 2012: SMTOWN Live in Tokyo Special Edition in 3D
- 2015: SMTOWN The Stage

### Televizní drama
- 2008: My Precious You (Cameo Ep. 9 a 10)
- 2013: You're the Best, Lee Soon-shin (Cameo Ep. 1)

### Reality shows
- 2008: Mnet Shinee's Yunhanam
- 2010: KBS Joy Shinee's Hello Baby
- 2012: KBS World Date with Shinee
- 2013: MBC Shinee's One Fine Day

### Vystoupení v hudebních videích
- 2011: Super Junior's Santa U Are The One
- 2012: SM Town's Dear My Family